# Clarés de Ribota
Clarés de Ribota ist ein nordspanischer Ort und eine Gemeinde (municipio) mit 70 Einwohnern (Stand: 2024) im Westen der Provinz Saragossa und der Autonomen Region Aragonien. Der Ort gehört zur bevölkerungsarmen Serranía Celtibérica. 

## Lage und Klima
Clarés de Ribota liegt etwa 100 Kilometer (Luftlinie) westsüdwestlich von Saragossa in einer Höhe von 945 m. 
Das Klima ist gemäßigt bis warm; der eher spärliche Regen (ca. 447 mm/Jahr) fällt mit Ausnahme der eher trockenen Sommermonate übers Jahr verteilt.

## Bevölkerungsentwicklung
| Jahr      | 1970 | 1981 | 1991 | 2001 | 2011 | 2021 |
| Einwohner | 264  | 138  | 123  | 111  | 97   | 68   |

Die Mechanisierung der Landwirtschaft, die Aufgabe bäuerlicher Kleinbetriebe und der damit verbundene Verlust von Arbeitsplätzen führten seit der Mitte des 20. Jahrhunderts zu einem deutlichen Rückgang der Bevölkerung (Landflucht).

## Sehenswürdigkeiten
- Kirche Unserer Lieben Frau der Burg (Iglesia de Nuestra Señora del Castillo)

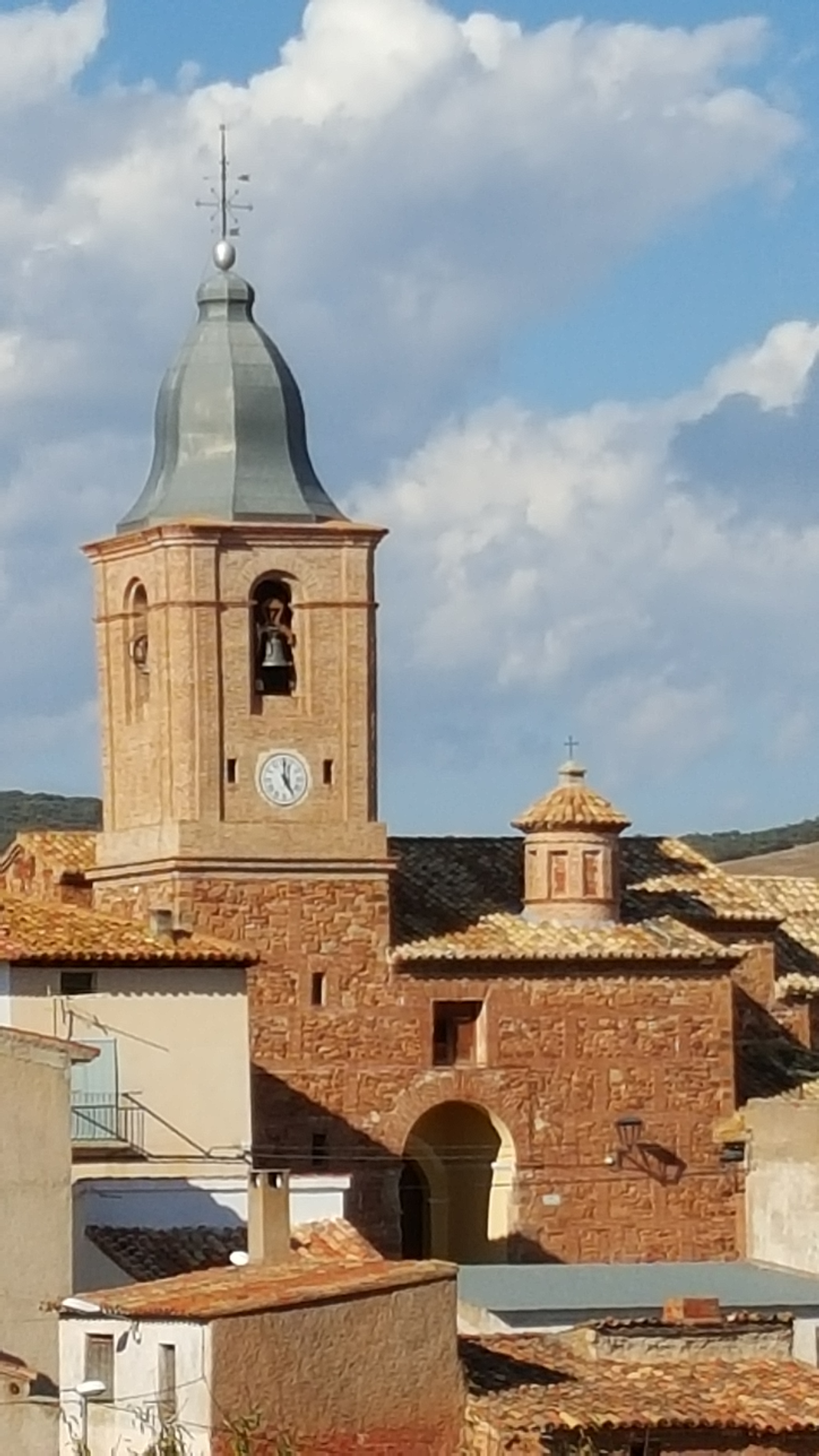
Kirche Unserer Lieben Frau der Burg